# Stade Robert Waterschoot
 (mars 2025).
Si vous disposez d'ouvrages ou d'articles de référence ou si vous connaissez des sites web de qualité traitant du thème abordé ici, merci de compléter l'article en donnant les références utiles à sa vérifiabilité et en les liant à la section « Notes et références ».
Le stade Robert Waterschoot (en néerlandais : Robert Waterschootstadion) est un stade de football situé dans l'Est de la commune de St-Nicolas/Waas dans la Province de Flandre orientale.
En 2013, il accueille les rencontres à domicile du Gerda St-Niklaas qui milite en 4e provinciale.

## Histoire
Situé à proximité du parc récréatif « De Ster », le stade est à l'origine sur le territoire de la commune de Haasdonk. En 1977, après l'entrée en vigueur de la fusion des communes, la partie d'Haasdonk ou se situe le stade est rattaché à la commune de St-Niklaas/Waas.
Le stade est baptisé en l'honneur de Robert Waterschoot, Président fondateur, en 1936, du FC Red Star Haasdonk (matricule 4068). Ce club joua au « Waterschoot » jusqu'en 2000, moment où il émigre vers le Puyenbekestadion situé à Belsele.

## Composition
Le site du Robert Waterschootstadion se compose de trois terrains:
- Terrain A bordé avec une tribune assise de 350 places sur un total de 1 500 places.
- Terrain B nommé « in den Bos »
- Terrain C